# Lory Laroy
 Lory Laroy, née le 10 octobre 1964 à Etterbeek, est une coureuse cycliste belge. Spécialisée en cyclo-cross et en VTT cross-country, elle a été six fois championne de Belgique en VTT cross-country.

## Palmarès sur route

### Championnats du monde
- 1986 Colorado Springs
  - 50e de la course en ligne

### Grands tours

#### Tour d'Italie
- 1998 : 43e

#### La Grande Boucle
2 participations
- Tour de France féminin
  - 1986 : 44e
- Tour cycliste féminin
  - 1996 : 35e

## Palmarès en VTT

### Championnats nationaux
- 1993
  -  Championne de Belgique de cross-country
- 1994
  -  Championne de Belgique de cross-country
- 1995
  -  Championne de Belgique de cross-country
- 1996
  -  Championne de Belgique de cross-country
- 1997
  -  Championne de Belgique de cross-country
- 1998
  -  Championne de Belgique de cross-country
- 1999
  -  Championne de Belgique de cross-country
- 2000
  - 2e du championnat de Belgique de cross-country
- 2001
  - 2e du championnat de Belgique de cross-country

## Palmarès en cyclo-cross

### Championnats du monde
- 2000 Sint-Michielsgestel
  - 22e de la course en ligne

### Championnats nationaux
- 2001
  - 3e du championnat de Belgique de cyclo-cross